# Annika Hoydal

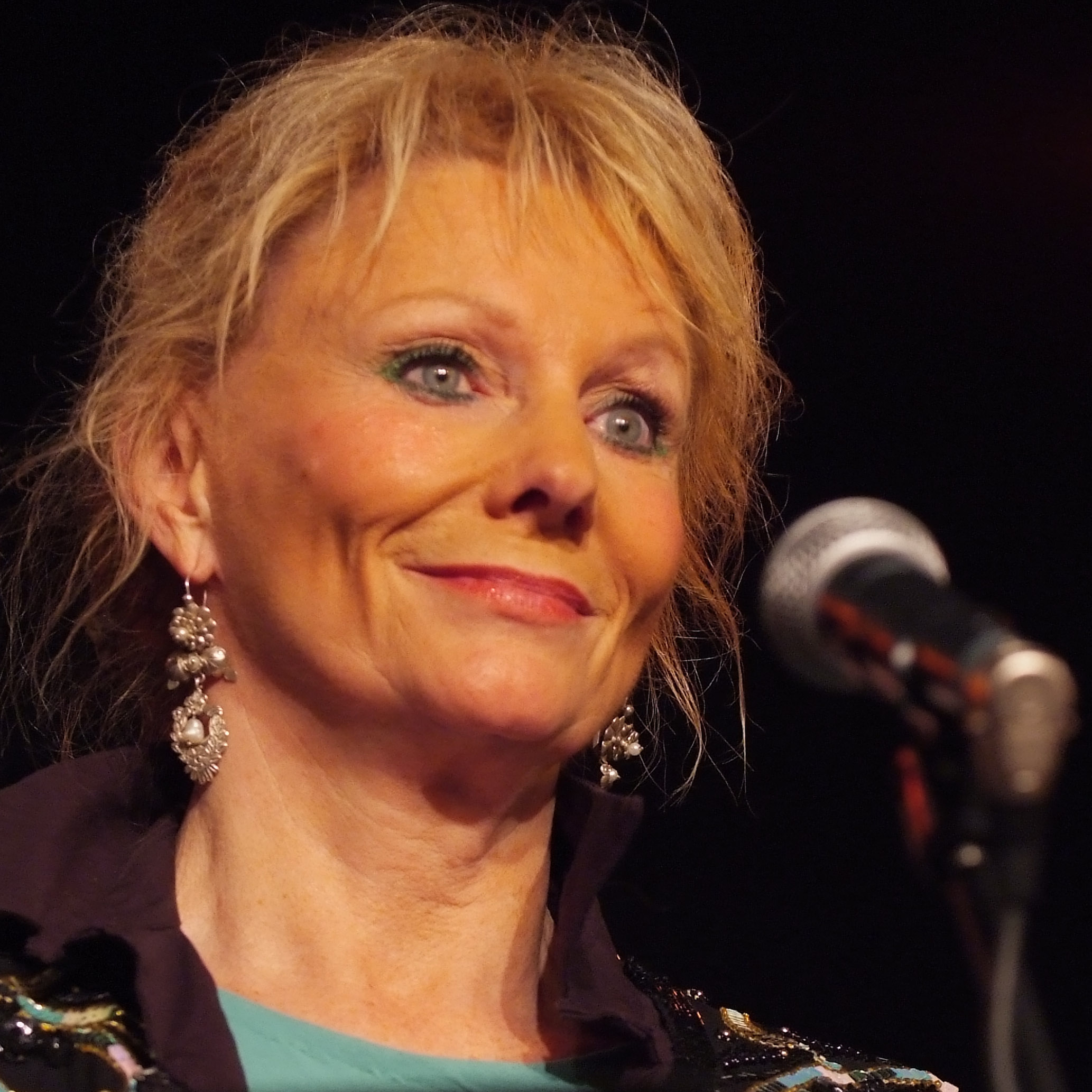
Annika Hoydal (2008)

Annika Hoydal (* 19. November 1945 in Tórshavn) ist eine färöische Sängerin, Komponistin und Schauspielerin. Sie prägte in den 1970ern Kinderlieder auf den Färöern, die inzwischen fester Bestandteil des dortigen Liedguts sind.
Annika Hoydal wurde 1945 in der färöischen Hauptstadt Tórshavn geboren. Einen Teil ihrer Kindheit verbrachte sie in Südamerika, wo ihr Vater Karsten Hoydal im Auftrag der UNO tätig war. 1973 absolvierte sie eine Schauspielerausbildung an der Staatlichen Theaterschule in Kopenhagen. Ihr Debüt hatte sie bereits 1966 auf den Färöern. Annika Hoydal lebte einige Jahre in Schottland und Spanien.
Heute ist sie freischaffende Schauspielerin und Sängerin in ganz Skandinavien und wohnt in Kopenhagen, mit festen Bindungen an ihre färöische Heimat. Annika Hoydal war zeit ihres Lebens eine glühende Verehrerin des färöischen Schriftstellers und Künstlers William Heinesen, zu dessen 100. Geburtstag sie ihm eine CD widmete. Sie vertonte auch Texte der Dichter Hans Andrias Djurhuus, Janus Djurhuus, Rói Patursson und Jóannes Patursson. Viele Texte hat ihr Bruder, der Schriftsteller Gunnar Hoydal geschrieben.
Annika Hoydals Neffe Høgni Hoydal ist einer der bekanntesten färöischen Politiker.

## Diskografie
- 1967 Harkaliðið 1
- 1968 Harkaliðið 2
- 1969 Harkaliðið 3: Vind op i rå
- 1972 Harkaliðið 4: Harkaliðið
- 1975 Til Børn og Vaksin (Texte von Gunnar Hoydal und Hans Andrias Djurhuus, seitdem ein Klassiker, ab 1998 als CD)
- 1979 Annika og Jógvan
- 1981 Mit Eget Land (eigene Musik)
- 1983 Spor i Sjónum / Spor i Vandet (Musik von Lars Trier)
- 1985 Harkaliðið 5: Mjólkavegurin
- 1986 Harkaliðið 6: Nýtt og grovt gamalt
- 1991 Dulcinea (eigene Musik)
- 1997 Havið / The Ocean (eigene Musik)
- 2000 Stjerner mine venner (eigene Musik, Texte von William Heinesen)
- 2006 Til børnini hjá børnunum! Frá Anniku! ("Für die Kinder der Kinder, von Annika")